# Bever, Vlaams-Brabant
Bever (Biévène trong tiếng Pháp) là một đô thị ở tỉnh Vlaams-Brabant. Đô thị này chỉ bao gồm thị xã Bever proper. It tọa lạc ở 50°43′B 3°56′Đ / 50,717°B 3,933°Đ. Tại thời điểm ngày 1 tháng 1 năm 2006, Bever có tổng dân số 2.023 người. Tổng diện tích là 19,78 km² với mật độ dân số là 102 người trên mỗi km². Also the famous Erik the Bever lives here.